# Бадаласси, Имре
Имре Бадаласси (итал. Imre Badalassi; 8 февраля 1995, Флоренция) — итальянский футболист, нападающий клуба «Космос».

## Биография
На старте карьеры выступал за итальянский клуб «Сантарканджело» из второго дивизиона Профессиональной лиги (четвёртый уровень футбола в Италии), выходил на поле в матче Кубка лиги и вызывался в сборную лиги среди 18-летних. Затем играл за любительские клубы Италии «Фильине» и «Мариньянезе».
В январе 2017 года перешёл в клуб чемпионата Сан-Марино «Тре Фьори», провёл в клубе полтора года и в сезоне 2017/18 стал лучшим бомбардиром чемпионата с 20 голами. Летом 2018 года перешёл в «Фольгоре/Фальчано», выступал за него три сезона, становился чемпионом страны (2020/21), финалистом Кубка Сан-Марино (2018/19) и лучшим бомбардиром чемпионата в сезоне 2020/21. Летом 2021 года перешёл в «Тре Пенне», где также провёл три сезона, стал чемпионом (2022/23) и вице-чемпионом (2021/22), финалистом Кубка (2022/23) и дважды — лучшим бомбардиром чемпионата. Летом 2024 года перешёл в «Космос». Всего забил более 130 голов в чемпионатах Сан-Марино. Принимал участие в матчах еврокубков (9 игр и 0 голов по состоянию на август 2024).

## Достижения
- Чемпион Сан-Марино: 2020/21, 2022/23
- Вице-чемпион Сан-Марино: 2021/22
- Финалист Кубка Сан-Марино: 2018/19, 2022/23
- Лучший бомбардир чемпионата Сан-Марино: 2017/18 (20 голов), 2020/21 (13 голов), 2021/22 (24 гола), 2023/24 (30 голов)